# 並木通り (福島市)
並木通り（なみきどおり）は、福島県福島市にある市道の通称。

## 概要
市内大町（県庁通り交点）から本町･置賜町（信夫通り交点）にいたる1車線、東から西に向かう一方通行の市道。レンガ通りと文化通りの間に位置する。
レンガ通りの次に整備されたコミュニティ道路であり、同様に車道、歩道を石畳やレンガで舗装されている。しかし、もともとの幅員が狭いこともあり歩道も十分な広さが取れているとは言えない。この道路が作りかえられるとき、レンガ通りや文化通りとをつなぐ南北の路地も同じような雰囲気の石畳舗装に改良された。道路がヨーロッパ風に作りかえられたことを受け、以降建設されたり改装された沿線店舗は道路の雰囲気にマッチした店構えを見せるものが多い。

## 沿線
- 東邦銀行本店
- 日本銀行福島支店
- 竹屋旅館（市有形文化財）
- みずほ銀行福島支店